# 韦普地区桑甘
韦普地区桑甘（法語：Sainghin-en-Weppes，法語發音：[sɛ̃ɡɛ̃ ɑ̃ wɛp]），或纯音译作桑甘昂韦普，是法国上法兰西大区北部省的一个市镇，位于该省中部偏西南，属于里尔区和里尔欧洲都会区。

## 地理
韦普地区桑甘（50°33'45"N, 2°54'2"E）面积7.71 平方千米，位于法国上法蘭西大區北部省，该省份为法国最北部的省份及最长的省份，西北濒北海，西接加来海峡省，南至埃纳省和索姆省，东与比利时接壤。
与韦普地区桑甘接壤的市镇（或旧市镇、城区）包括：瓦夫兰、维克尔、栋村、比利贝尔克洛、阿讷兰、博万、韦普地区富尔讷、马尔基伊。
韦普地区桑甘的时区为UTC+01:00、UTC+02:00（夏令时）。

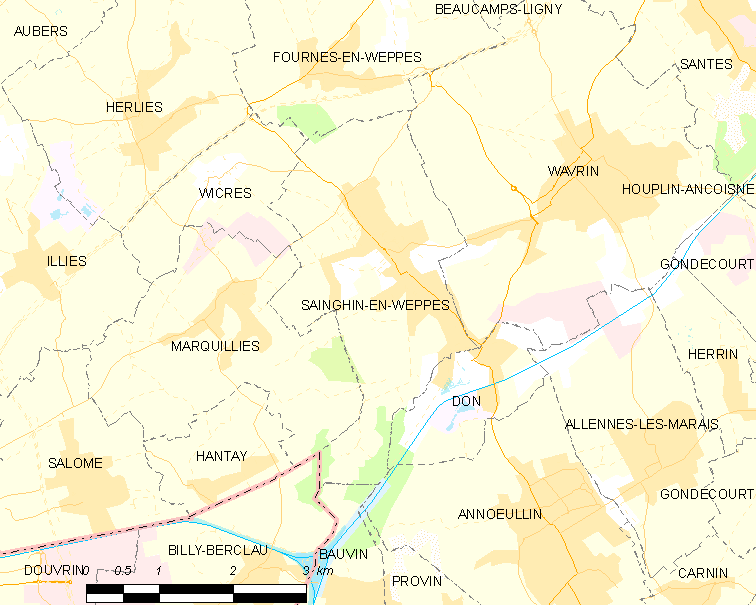
韦普地区桑甘的OSM定位图

## 行政
韦普地区桑甘的邮政编码为59184，INSEE市镇编码为59524。

## 政治
韦普地区桑甘所属的省级选区为阿讷兰县。

## 人口

1962-2008年间韦普地区桑甘人口变化图示

韦普地区桑甘于2022年1月1日时的人口数量为5663人。